# Polydesmus gradjensis
Polydesmus gradjensis är en mångfotingart som först beskrevs av Jawlowski 1933.  Polydesmus gradjensis ingår i släktet Polydesmus och familjen plattdubbelfotingar. Inga underarter finns listade i Catalogue of Life.